# Marcel Marcilloux
 (juin 2024).
Si vous disposez d'ouvrages ou d'articles de référence ou si vous connaissez des sites web de qualité traitant du thème abordé ici, merci de compléter l'article en donnant les références utiles à sa vérifiabilité et en les liant à la section « Notes et références ».
Marcel Marcilloux est un escrimeur français né le 13 octobre 1980 à Aix-en-Provence, pratiquant le fleuret. Licencié à l'Escrime Pays d'Aix (Aix en Provence)

## Palmarès
- Jeux olympiques
  - 8e au fleuret par équipes à Londres lors des Jeux olympiques de 2012

- Championnats du monde d'escrime
  -  Médaille d'or au fleuret par équipes à Saint-Pétersbourg lors des Championnats du monde d'escrime 2007
  -  Médaille d'or au fleuret par équipes à Turin lors des Championnats du monde d'escrime 2006
  -  Médaille d'argent au fleuret par équipes à Catane lors des Championnats du monde d'escrime 2011
  -  Médaille de bronze au fleuret par équipes à Budapest lors des Championnats du monde d'escrime 2013

- Championnats d'Europe d'escrime
  -  Médaille d'argent au fleuret par équipes lors des Championnats d'Europe d'escrime 2011 à Sheffield
  -  Médaille de bronze au fleuret par équipes lors des Championnats d'Europe d'escrime 2008 à Kiev
  -  Médaille de bronze au fleuret par équipes lors des Championnats d'Europe d'escrime 2005 à Zalaegerszeg
  - 5e au fleuret par équipe lors des Championnats d'Europe d'escrime 2013 à Zagreb
  - 5e au fleuret individuel lors des Championnats d'Europe d'escrime 2005 à Zalaegerszeg

- Championnats de France d'escrime
  -  Champion de France au fleuret individuel lors des Championnats de France d'escrime 2005
  -  Champion de France au fleuret par équipes lors des Championnats de France d'escrime 2013
  -  Champion de France au fleuret par équipes lors des Championnats de France d'escrime 2011
  -  Champion de France au fleuret par équipes lors des Championnats de France d'escrime 2010
  -  2e au fleuret individuel lors des Championnats de France d'escrime 2011
  -  2e au fleuret par équipe lors des Championnats de France d'escrime 2004
  -  3e au fleuret par équipe lors des Championnats de France d'escrime 2009
  -  3e au fleuret par équipe lors des Championnats de France d'escrime 2008
  -  3e au fleuret par équipe lors des Championnats de France d'escrime 2005
  -  3e au fleuret individuel lors des Championnats de France d'escrime 2004

- Coupe du monde d'escrime
  -  Médaille d'or au fleuret par équipes Shanghai 2007
  -  2e au fleuret par équipes La Corogne 2012
  -  2e au fleuret par équipes Tokyo 2010
  -  2e au fleuret par équipes Paris 2009
  -  3e au fleuret individuel La Havane 2011
  -  3e au fleuret par équipes Saint-Pétersbourg 2010
  -  3e au fleuret individuel Copenhague 2010
  -  3e au fleuret individuel Tokyo 2007
  -  3e au fleuret individuel Shanghai 2006